# Lunchbox Avenue
A Lunchbox Avenue egy amerikai skaegyüttes. Első albumuk után feloszlottak. Két számuk, az Everything and Anything és a Standing Still hallható a Tony Hawk's Pro Skater 4 című játékban.

## Quit Your Day Job – 2002
1. Someday 3:07
2. Standing Still 2:58
3. Everything and Anything 2:53
4. You Cheated 2:37
5. She's On My Bed Again 3:50
6. Asian Kids Are Cool Too 3:03
7. Timebomb 1:09
8. Just Too Much 4:40
9. Sweet Home Jester 3:00
10. Sweet Home Jester (acoustic)